# Poblado del embalse de los Hurones

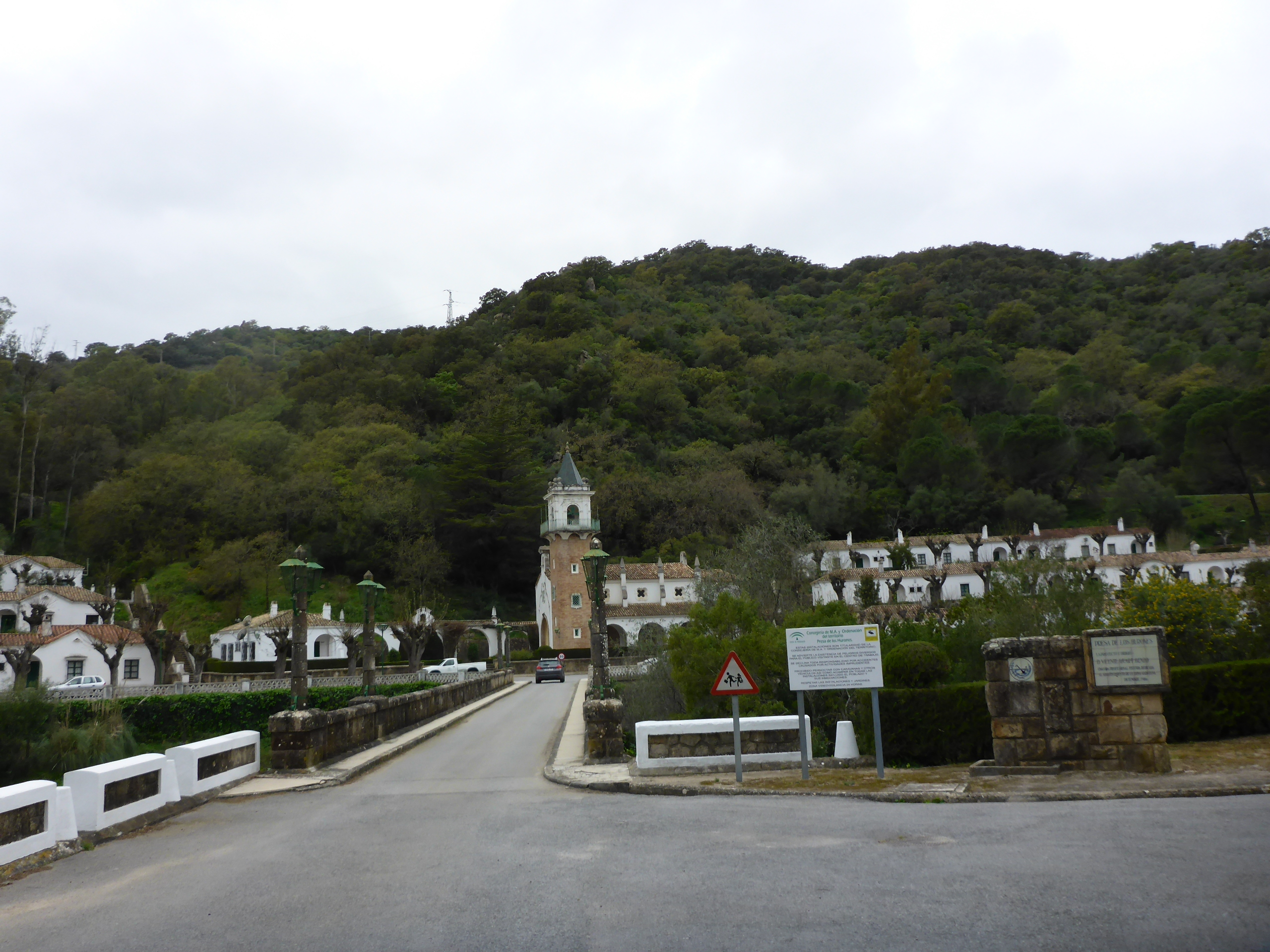
Entrada por el puente

El poblado del embalse de Los Hurones se trata de un complejo de viviendas e instalaciones ubicado en la provincia de Cádiz (España), a pie de presa en la parte suroeste del Pantano de Los Hurones. Pertenece a la localidad de San José del Valle, aunque se encuentra mucho más cercano a Algar.

## Estructura

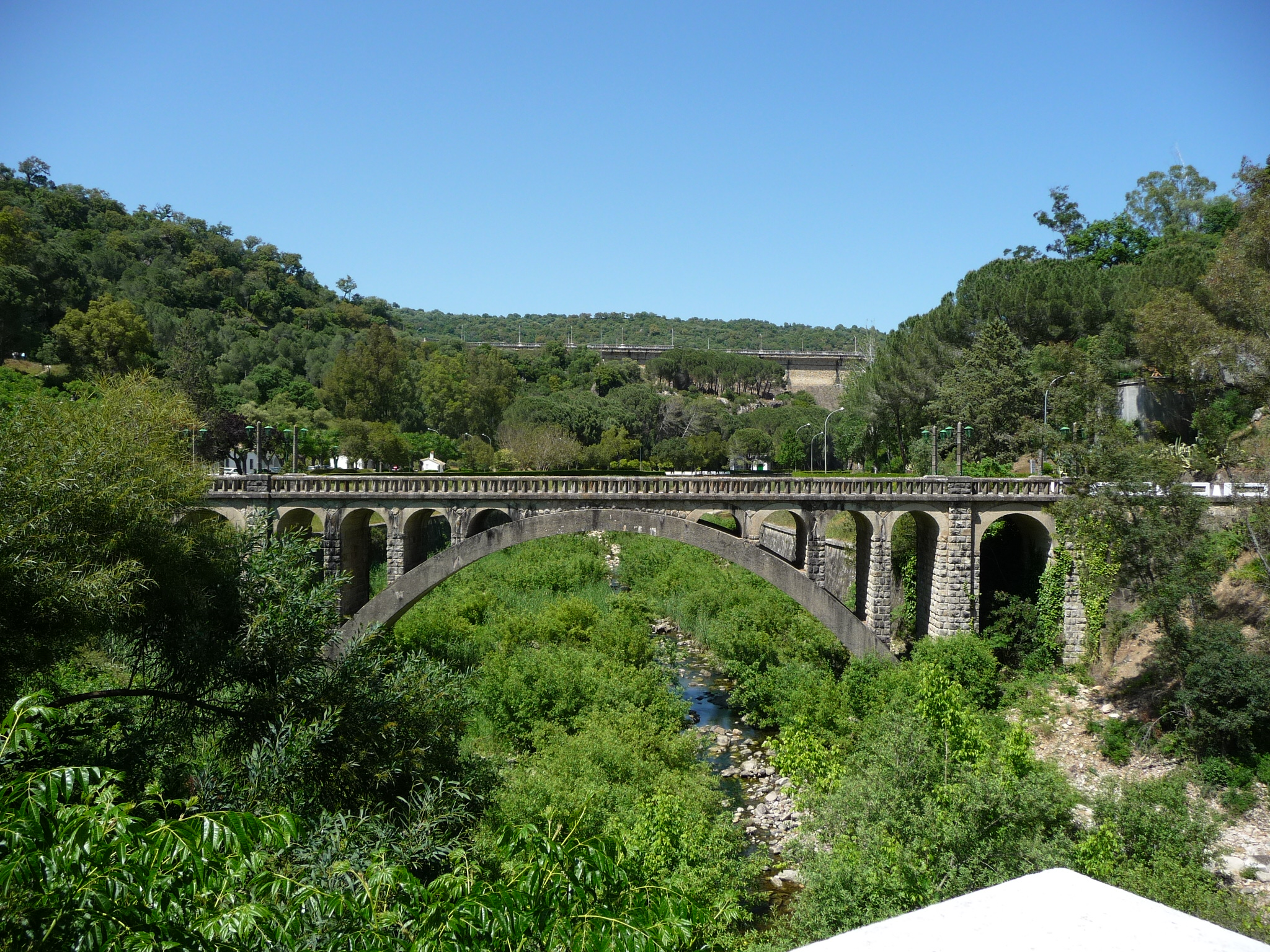
Puente hacia el Poblado del Embalse de los Hurones

Hoy en día el poblado consta de 32 viviendas colocadas en hileras agrupadas en dos conjuntos iguales y separadas por la antigua casa rural y la iglesia, además de contar con:
- La casa de administración
- La antigua casa del cura
- Las casas del ingeniero y el vigilante
- El antiguo economato
- El albergue
- La actual venta (anteriormente era el laboratorio)
- Almacenes
- La escuela
- Garajes
- El centro de transformación eléctrica
- Zona recreativa al aire libre con dos piscinas, bolera, pista de tenis y futbito…

## Historia
El poblado fue levantado entre finales de los años 50 y principios de los 60 con la finalidad de acoger a los trabajadores y su familia que realizaban los trabajos de construcción de la presa de la Confederación Hidrográfica del Guadalquivir, la cual se terminó en los 70 y no dio agua a la provincia de Cádiz hasta 1975.
La lejanía de los núcleos de población y los difíciles accesos dio origen a una “mini ciudad” la cual contaba con todo tipo de instalaciones: iglesia, colegio, hospital, campo de fútbol, panadería, piscina…
Tras la finalización de la construcción de la presa, las labores de mantenimiento fueron disminuyendo y por tanto los trabajadores encargados de dichas tareas fueron desapareciendo paulatinamente.

## El futuro del Poblado
La Consejería de Agricultura, Ganadería, Pesca y Desarrollo Sostenible de la Junta de Andalucía se hizo cargo de este enclave entre los años 2006 y 2008. En 2014 se hizo público la intención de dar un impulso definitivo a la tramitación del proyecto de la Inversión Territorial Integrada (ITI) denominado "Mejora de infraestructuras y equipamiento del Poblado del embalse de Los Hurones".
El proyecto ganador podría incluir nuevas edificaciones respetando lo ya existente y dinamizándolo.